# اوکراین ایر الیانس
اوکراین ایر الیانس (به انگلیسی: Ukraine Air Alliance) یک شرکت هواپیمایی است که در ۱۹۹۲ میلادی تأسیس شده‌است. دفتر مرکزی اوکراین ایر الیانس در کی‌یف، اوکراین واقع شده‌است و قطب این شرکت هواپیمایی در فرودگاه بین‌المللی بوریسپیل قرار دارد.